# Alan Brown
Alan Everest Brown (20 de novembro de 1919 – 20 de janeiro de 2004) foi um automobilista britânico nascido na Inglaterra..
Brown participou de 9 Grandes Prêmios de Fórmula 1, obtendo como melhor resultado um 5º lugar na Grande Prêmio da Suíça de 1952. Nesta prova, ele conquistou os únicos 2 pontos na história do Mundial de Pilotos.